# Piz Argient
Il Piz Argient (3.945 m s.l.m.) è una montagna delle Alpi Retiche occidentali nel massiccio del Bernina. Si trova lungo la frontiera tra l'Italia e la Svizzera tra il Pizzo Bernina ed il Pizzo Zupò.

## Descrizione
La montagna è contornata a nord dal ghiacciaio del Morteratsch, ad ovest dalla parte superiore del ghiacciaio Scerscen e a sud dal ghiacciaio Fellaria. È separato dal Pizzo Zupò dalla Fuorcla del Zupò (3.851 m) e dal Crast' Agüzza dalla Fuorcla da l'Argient (3.705 m).

## Rifugi
- Rifugio Marinelli Bombardieri - 2.813 m
- Rifugio Marco e Rosa - 3.609 m

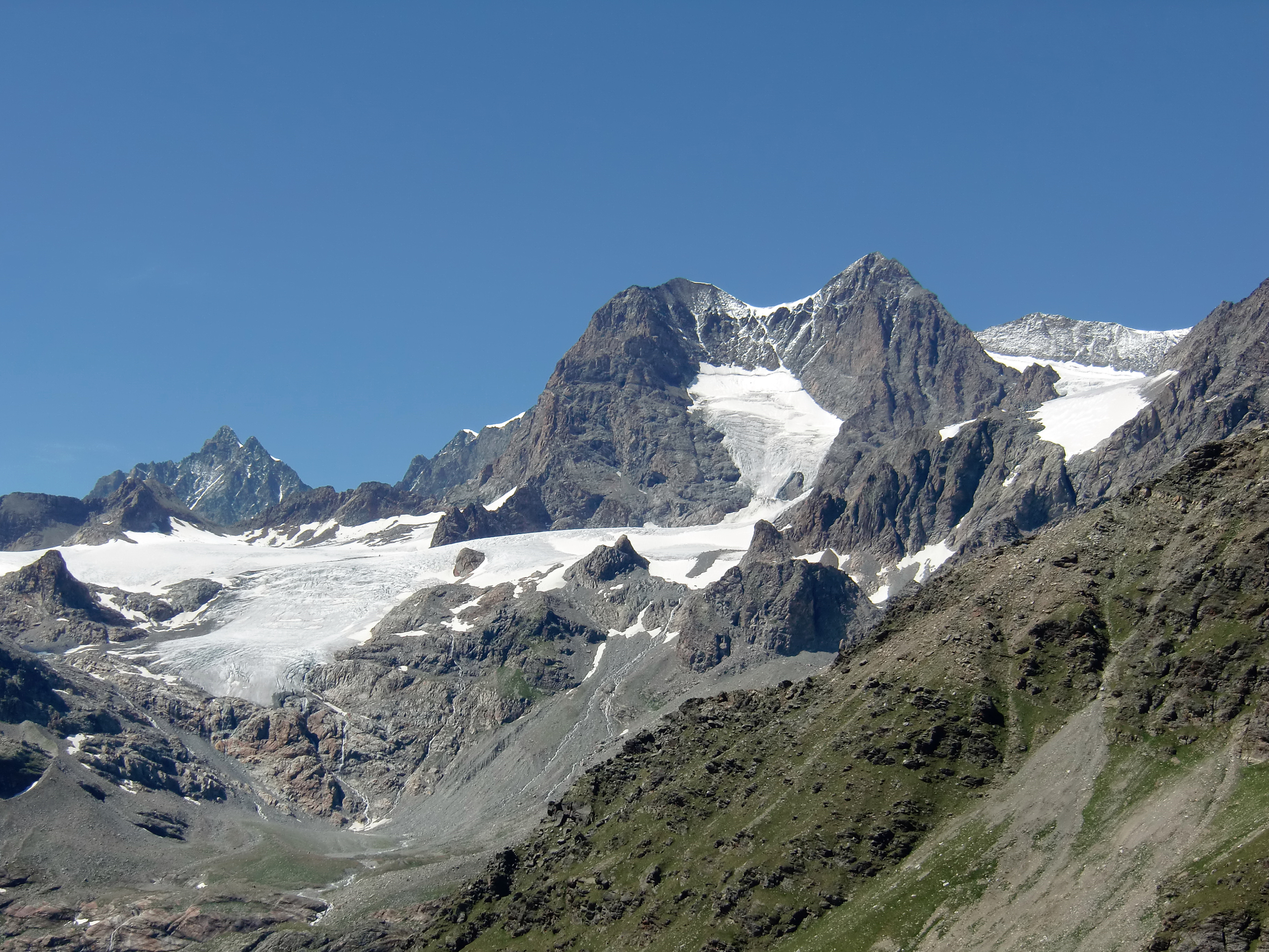
Pizzo Argient (a sinistra) e Pizzo Zupò (a destra) visti da sud.